# Монро (округ, Висконсин)
Округ Монро (англ. Monroe County) располагается в США, штате Висконсин. По состоянию на 2010 год, численность населения составляла 44 637 человек. Получил своё название по имени пятого президента США Джеймса Монро.

## География
По данным Бюро переписи США, общая площадь округа равняется 2352 км², из которых 2334 км² суша и 18 км² или 0,8 % это водоёмы.

### Соседние округа
- Джэксон (Висконсин) — север
- Джуно (Висконсин) — восток
- Вернон (Висконсин) — юг
- Ла-Кросс (Висконсин) — запад

## Демография
По данным переписи населения 2000 года в округе проживает 40 899 жителей в составе 15 399 домашних хозяйств и 10 794 семей. Плотность населения составляет 18 человек на км². На территории округа насчитывается 16 672 жилых строений, при плотности застройки 7 строений на км². Расовый состав населения: белые — 96,52 %, афроамериканцы — 0,46 %, коренные американцы (индейцы) — 0,92 %, азиаты — 0,48 %, гавайцы — 0,04 %, представители других рас — 0,85 %, представители двух или более рас — 0,74 %, латиноамериканцы — 1,81 %. 45,5 % населения округа имеют немецкое происхождение, 13,4 % — норвежское, 7,6 % — ирландское, 5,0 % — британское. Англоязычные составляют 92,9 % населения, германоязычные — 3,1 %, испаноязычные составляли 2,2 % населения.
В составе 34,50 % из общего числа домашних хозяйств проживают дети в возрасте до 18 лет, 56,70 % домашних хозяйств представляют собой супружеские пары проживающие вместе, 8,80 % домашних хозяйств представляют собой одиноких женщин без супруга, 29,90 % домашних хозяйств не имеют отношения к семьям, 25,00 % домашних хозяйств состоят из одного человека, 10,70 % домашних хозяйств состоят из престарелых (65 лет и старше), проживающих в одиночестве. Средний размер домашнего хозяйства составляет 2,60 человека, и средний размер семьи 3,11 человека.
Возрастной состав округа: 28,10 % моложе 18 лет, 7,70 % от 18 до 24, 27,50 % от 25 до 44, 22,80 % от 45 до 64 и 13,90 % от 65 и старше. Средний возраст жителя округа 37 лет. На каждые 100 женщин приходится 101,50 мужчин. На каждые 100 женщин старше 18 лет приходится 99,60 мужчин.